# Russelia manantlana
Russelia manantlana là một loài thực vật có hoa trong họ Mã đề. Loài này được B.L. Turner miêu tả khoa học đầu tiên.